# Rejon Swierdłow
Rejon Swierdłow (kirg. Свердлов району; ros. Свердловский район) – rejon w Kirgistanie w mieście wydzielonym Biszkek. W 2009 roku liczył 214 100 mieszkańców (z czego 46,5% stanowili mężczyźni) i obejmował 57 021 gospodarstw domowych.